# Eberspächer Gruppe
Eberspächer Gruppe GmbH & Co. KG er en tysk underleverandør i bilindustrien med hovedkvarter i Esslingen am Neckar. De har 80 afdelinger i 30 lande. Eberspächer leverer udstødningsteknik, bilvarmere og klimasystemer.
Virksomheden blev etableret i 1865 af Jakob Eberspächer i Esslingen am Neckar, som en tagglasvirksomhed.